# Кауфман, Гуго
Гуго Кауфман (нем. Hugo Wilhelm Kauffmann; 7 августа 1844 — 30 декабря 1915) — бытовой живописец Германии.

## Биография

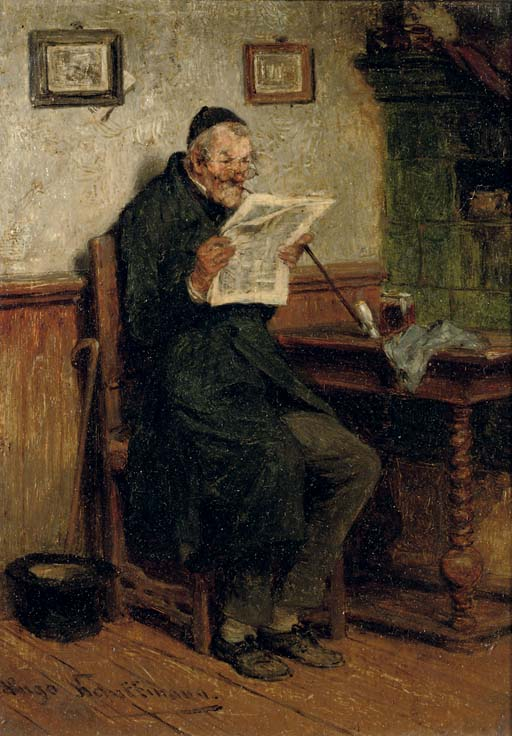
Картина «The daily news»

Сын ландшафтиста и жанриста Германа Кауфмана (1808—1889), учился сначала в Штеделевском институте во Франкфурте-на-Майне под руководством Я. Бекера, а потом, недолгое время, в Дюссельдорфской академии. С 1863 по 1871 год работал в Кронбергe на Таунусе, совершенствовался в течение полутора лет в Париже; в 1874 поселился в Мюнхене.
Тонкая наблюдательность, здоровый юмор, превосходная характеристика изображаемых сцен и действующих в них лиц составляют достоинство его картин, приятных по краскам, например, «Вальс для стариков», «Отправление охотников на облаву», «Странствующие музыканты», «Рассказы о войне», «Парижский карнавал», «Собачья дрессировка», «Дети у источника», «Продажа с аукционного торга» и многие другие, а также и рисунков, исполненных тушью и пером, например, изданные светописным способом, в виде сборников, «Hochzeitsleute und Musikanten», «Biedermänner und Konsorten» и «Spiessbürger und Vagabunden».